# Paul-Eugène LeBlanc
Pour les articles homonymes, voir Leblanc.
Paul-Eugène LeBlanc est un producteur canadien.

## Filmographie
- 1976 : Y'a du bois dans ma cour
- 1978 : Les Gossipeuses
- 1978 : Canada vignettes: Les nigogeux
- 1978 : La Cabane
- 1980 : Le Frolic cé pour Ayder